# Bo (parasha)
Pour les articles homonymes, voir Bo.
Bo (hébreu : בא “va”) est la quinzième parasha (section hebdomadaire) du cycle annuel juif de lecture de la Torah et la troisième parasha du Sefer Shemot (Livre de l'Exode).
Elle est constituée d'Exode 10:1–13:16. Les Juifs de la Diaspora la lisent le quinzième Sabbath après Sim'hat Torah, généralement en janvier ou au début de février.

## Résumé

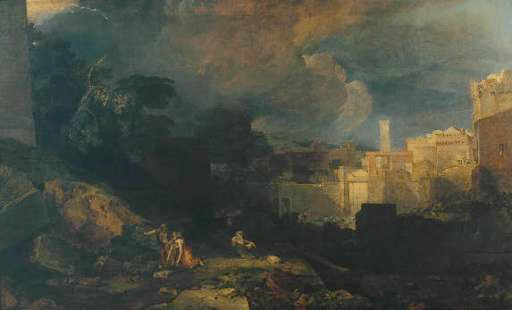
La Plaie des Premiers-Nés (tableau de Turner)

Dieu dit à Moïse de venir vers le Pharaon, et déclenche les trois dernières plaies, à savoir les criquets, les ténèbres et la mort des premiers-nés. Il prescrit aux enfants d’Israël de compter ce mois, le mois de l’Aviv, qui fut appelé après le retour de la captivité de Babylone Nissan, comme premier mois, ainsi que le sacrifice pascal, dont ils marqueront de son sang les linteaux de leurs portes afin que Dieu les épargne, et la consommation des azymes pendant une semaine.
Après la mort des premiers-nés au milieu de la nuit, Pharaon décrète l’expulsion des Hébreux, lesquels reprennent aux autochtones leurs richesses. Les enfants d’Israël quittent l’Égypte en pleine journée, au vu et su de tous. Dieu ordonne de Lui consacrer les premiers-nés de leurs enfants mâles et de leur bétail.

### Divisions de la parasha lors de la lecture complète
La lecture de la parasha à la synagogue le sabbath est traditionnellement divisée en sept sections, pour lesquelles un membre différent de la congrégation est appelé à lire. La première lecture, le rishon, échoit traditionnellement à un cohen, la seconde, appelée sheni, à un levi, les suivantes à un israël (ni cohen ni levi). La septième section comporte une sous-section, le maftir, qui est lu par la personne qui lira ensuite la haftara.
Les sections de la parashat Bo sont:
- rishon:
- sheni:
- shlishi:
- revi'i:
- shishi:
- shevi'i:
  - maftir:

### Divisions de la parasha lors de la lecture abrégée
Une lecture publique de la parasha fut instaurée par Ezra le Scribe le lundi et le jeudi à la synagogue. Cette lecture, sensiblement plus courte, ne comprend que trois sections, la première réservée au cohen, la seconde au levi, la troisième à un israël
- Section du cohen: Shemot[3]
- Section du levi: Shemot[3]
- Section de l'israël: Shemot[3]

### Maqam
Un maqam est un système de modes musicaux utilisé dans la musique arabe mélodique classique. Les juifs originaires des pays orientaux (Afrique du Nord, Syrie) s'en sont inspirés, et adaptent la mélodie de la liturgie du Shabbat en fonction du contenu de la parasha de cette semaine. Ils emploient 10 maqam différents, possédant chacun son usage propre.
Le maqam utilisé lors du sabbath au cours duquel on lit la parashat Bo est le Maqam Sigah, car la parasha contient le récit de la Pâque.

## Bo dans la tradition rabbinique
La Mishna tire de Ex 13,13 que l'argent servant au rachat du premier-né de l'âne peut être donné à tout Cohen. (Mishna 'Hallah 4:9.)

## Commandements
La Torah comporte, selon la tradition rabbinique, 613 prescriptions. Différents sages ont tenté d'en établir un relevé dans le texte biblique.
Selon deux de ces computs les plus célèbres, le Sefer Hamitzvot et le Sefer HaHinoukh, la parashat Bo comporte 9 prescriptions positives et 11 prescriptions négatives:
- Les tribunaux doivent effectuer des calculs pour déterminer lorsque le nouveau mois commence Ex 12,2
- Abattre l'agneau pascal au temps spécifié Ex 12,6
- Manger l'agneau pascal avec de la matza et du maror la nuit du 14 Nissan Ex 12,8
- Ne pas manger la chair pascale crue ou bouillie Ex 12,9

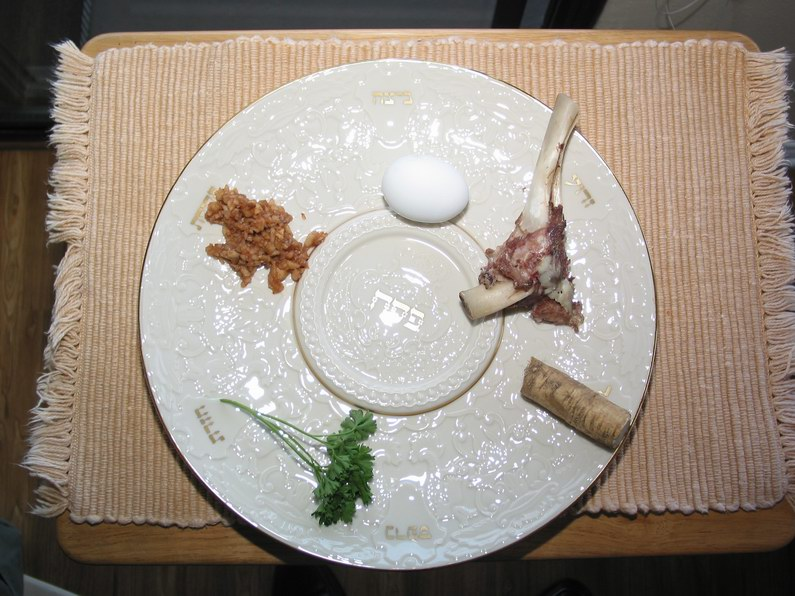
Plat du Seder de Pessa'h

- Ne rien laisser de la chair de l'agneau pascal après le matin Ex 12,10
- Détruire tout le 'hametz le 14 Nissan Ex 12,15
- Manger la matza la première nuit de Pessa'h Ex 12,18
- Ne pas posséder de 'hametz dans son domaine pendant sept jours Ex 12,19
- Ne pas consommer de mélanges contenant du 'hametz pendant les sept jours de Pessa'h Ex 12,20
- Un apostat ne peut consommer l'agneau pascal Ex 12,43
- Un travailleur loué à titre permanent ou temporaire ne peut en consommer Ex 12,45
- Ne pas prendre la chair pascale des confins du groupe Ex 12,46
- Ne casser aucun os de l'agneau pascal Ex 12,46
- Un mâle incirconcis ne peut en manger Ex 12,48
- Mettre de côté les premiers-nés des animaux Ex 13,12
- Ne pas manger de 'hametz pendant les sept jours de Pessa'h Ex 13,3
- Ne pas voir de 'hametz dans son domaine pendant sept jours Ex 13,7
- Raconter l'Exode d'Égypte la première nuit de Pessah' Ex 13,8
- Racheter le premier-né de l'âne en donnant un agneau à un Cohen Ex 13,13
- Briser la nuque de l'âne si son propriétaire n'a pas l'intention de le racheter Ex 13,13

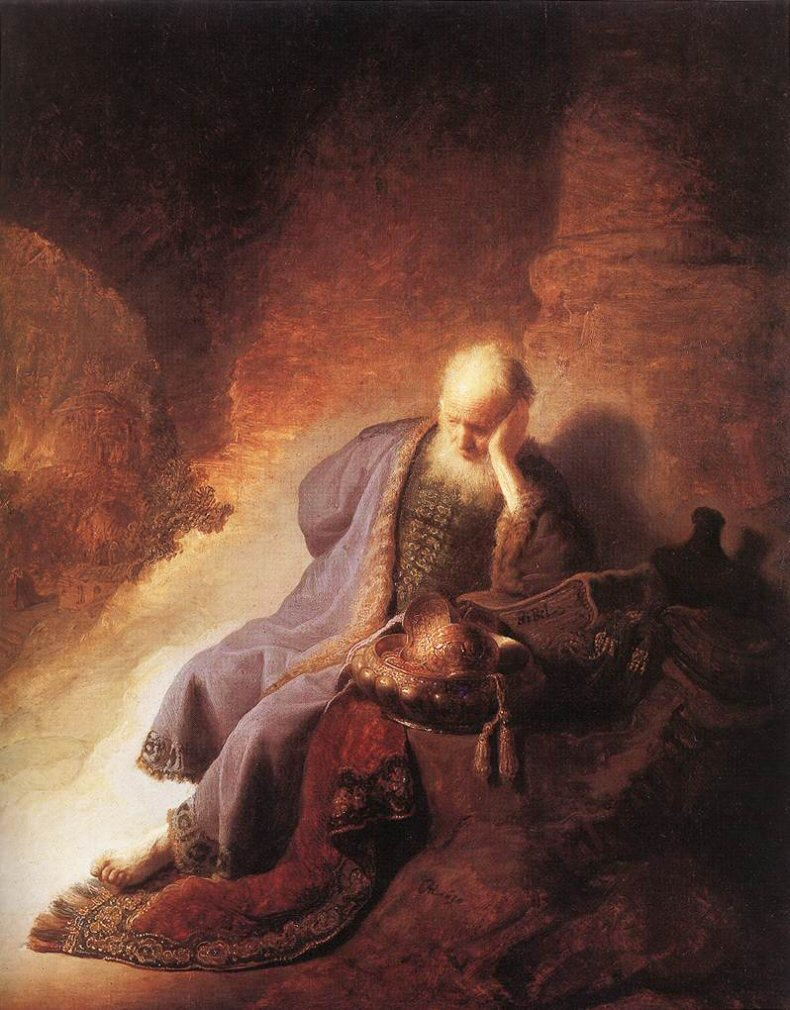
Jérémie se Lamentant sur la Destruction de Jérusalem (tableau de Rembrandt)

## Haftara
La haftara est une portion des livres des Neviim ("Les Prophètes") qui est lue publiquement à la synagogue après la lecture de la Torah. Elle présente généralement un lien thématique avec la parasha qui l'a précédée.
La haftara pour la parashat Bo est Jérémie 46:13–28.
Les deux sections du texte biblique décrivent le jugement rendu par Dieu sur l'Égypte.
Elles présentent une ressemblance de terme, Dieu disant à Moïse de venir (bo) au Pharaon (Ex 10,1), et à Jérémie que Nabuchodonosor viendra (la-vo) au Pharaon ( 46,13.)
La parasha (Ex 10,3–20) décrit une invasion de sauterelles, que la haftara évoque de façon figurée ( 46,23.) Comme dans la parasha (Ex 12,12), Dieu punit les divinités égyptiennes ( 46,25.) Finalement, la parasha (Ex 12,51 & 13:3) et la haftara ( 46,27.) annoncent la délivrance ultime des Israélites de leur captivité sur intervention divine.